# 新疆生产建设兵团第八师一四三团
新疆生产建设兵团第八师一四三团是中华人民共和国新疆生产建设兵团第八师下辖的一个团。

## 行政区划
新疆生产建设兵团第八师一四三团下辖以下单位：
团部、一连、二连、三连、四连、五连、六连、七连、八连、九连、十连、十一连、十二连、十三连、十四连、十五连、十六连、十七连、十八连、十九连、二十连、二十一连、二十三连、四砖厂生活区、水泥厂生活区、天顺木业生活区、水一站生活区、金管处生活区、工二队、紫泥泉种羊场场部、紫泥泉种羊场二连、紫泥泉种羊场三连、紫泥泉种羊场四连、紫泥泉种羊场五连、紫泥泉种羊场六连、紫泥泉种羊场七连、紫泥泉种羊场八连、紫泥泉种羊场十连、紫泥泉种羊场水管所、石南农场场部、石南农场三连、良繁连、水二站生活区、水三站生活区、紫泥泉种羊场一连、石南农场一连、工三队和一四三团第一中学生活区。